# 葛羅莉亞 (保加利亞歌手)
加琳娜·佩內瓦·伊万諾娃（1973年06月28日—），藝名葛羅莉亞（羅馬化：Gloria），是一位保加利亞歌手，有時被稱為“保加利亞流行民謠音樂的首席”。她在1999、2000、2003和2004年獲得保加利亞年度歌手稱號。

## 外部連結
- Official Site （页面存档备份，存于）
- Official Facebook （页面存档备份，存于）
- Official YouTube channel （页面存档备份，存于）